# エッジワークス
株式会社エッジワークス（英: EdgeWORKS , Inc.）は、アニメーション等のシリーズ構成・脚本やゲームの企画・プロット・チャート・シナリオ作成などを主な事業とする日本の企業。同社は2025年にアニメスタジオのエッジワークススタジオを開設。

## コンシューマーゲーム
2005年
- 【eM】-eNCHANT arM-エム -エンチャント・アーム-(Xbox 360) シナリオチャート作成・シナリオ担当
- ギャラクシーエンジェルEX(PC) シナリオ全編・ドラマCD担当
- 星の降る刻(PlayStation 2) シナリオ担当
- 忍道戒(PlayStation 2) 全シナリオ

2006年
- SAMURAI 7(PlayStation 2) 全シナリオ
- 蜜×蜜ドロップス LOVE×LOVE HONEY LIFE(PlayStation 2) シナリオ全編担当
- シムーン　異薔薇戦争 ～封印のリ・マージョン～(PlayStation 2) シナリオ担当
- 神業 －KAMIWAZA－(PlayStation 2) シナリオ本編
- FINAL FANTASY III(Nintendo DS) シナリオ本編／NPCセリフ担当
- ARIA The NATURAL ～遠い記憶のミラージュ～(PlayStation 2) シナリオ全編
- ひぐらしのなく頃に　祭(PlayStation 2) オリジナルシナリオ部分担当

2007年
- ENCHANT ARM(PlayStation 3) シナリオチャート作成・シナリオ
- Que～エンシェントリーフの妖精～(PlayStation 2) シナリオ全編担当
- Myself;Yourself(PlayStation 2) プロット・チャート・シナリオ全編担当
- Saint　Beast　セイント・ビースト～螺旋の章～(PlayStation 2) シナリオ全編担当 特典ドラマCD脚本担当
- 家庭教師ヒットマンREBORN！ドリームハイパーバトル！死ぬ気の炎と黒き記憶(PlayStation 2) プロット・チャート・シナリオ全編担当
- 家庭教師ヒットマンREBORN! Let's暗殺!? 狙われた10代目!(PlayStation 2) プロット・チャート・シナリオ全編
- A.C.E 3 THE FINAL Another Century's Episode 3 THE FINAL(PlayStation 2) シナリオ
- くるくる◇プリンセス　～夢のホワイトカルテット～(Nintendo DS) シナリオ
- ひぐらしのなく頃に祭　カケラ遊び(PlayStation 2) オリジナルシナリオ部分担当
- 家庭教師ヒットマンREBORN！ドリームハイパーバトル！Wii(Wii) プロット・チャート・シナリオ全編担当

2008年
- インフィニットループ　～古城が見せた夢～(PSP) プロット・チャート・シナリオ
- H2O プラス(PlayStation 2) シナリオ修正・加筆
- ARIA The ORIGINATION ～蒼い惑星のエルシエロ～(PlayStation 2) シナリオ
- 剣と魔法と学園モノ。(PSP) シナリオ
- ジグソーワールド ～大激闘！ジグバトル・ヒーローズ～(Nintendo DS) シナリオ
- BLEACH The 3rd Phantom(Nintendo DS) シナリオ
- DS 山村美紗サスペンス 舞妓小菊・記者キャサリン・葬儀屋石原明子 古都に舞う花三輪京都殺人事件ファイル(Nintendo DS) テキスト協力
- 家庭教師ヒットマンREBORN！狙え！？リング×ボンゴレトレーナーズ(PlayStation 2) プロット・シナリオ
- いかもの探偵 -IKATAN-(Nintendo DS) 原作
- 赤い糸 DS(Nintendo DS) シナリオ
- 一騎当千 Eloquent Fist(PSP) プロット・チャート・シナリオ
- ヴァルキリープロファイル ―咎を背負う者―(Nintendo DS) シナリオ
- 家庭教師ヒットマンREBORN！禁断の闇のデルタ(Wii・PlayStation 2) シナリオ
- NEW 右脳キッズ wii／NEW 右脳キッズ DS(Wii・Nintendo DS) シナリオ
- DS西村京太郎サスペンス2 新探偵シリーズ 金沢・函館・極寒の峡谷 復讐の影(Nintendo DS) シナリオ
- ヴァンパイア騎士DS(Nintendo DS) シナリオ
- BLEACH バーサス・クルセイド(Wii) シナリオ

2009年
- NINJA BLADE(Xbox 360) シナリオ
- ダン←ダム(Nintendo DS) シナリオ
- 赤い糸 destiny DS(Nintendo DS) プロット・チャート
- リトルアンカー(PlayStation 2) シナリオ
- Myself ; Yourself　それぞれの finale(PlayStation 2) シナリオ
- ひぐらしのなく頃に絆 第三巻・螺(Nintendo DS) シナリオ（宵越し編)
- ひぐらしデイブレイクPortable MEGA EDITION(PSP) シナリオ
- BLEACH DS 4th:フレイム・ブリンガー(Nintendo DS) プロット・シナリオ
- Starry☆Sky　シリーズ シナリオ

2010年
- End of Eternity(PlayStation 3・Xbox 360) シナリオ
- 墮天使の甘い誘惑×快感フレーズ(Nintendo DS) シナリオ
- クイーンズブレイド　スパイラルカオス(PSP) シナリオ
- 剣と魔法と学園モノ。2(PSP) プロット・シナリオ・チャート
- Last Escort -Club Katze-(PlayStation 2・PSP) シナリオ
- 伝説の勇者の伝説 -LEGENDARY SAGA-(PSP) シナリオ
- PSP『Lucian Bee's　RESURRECTION SUPERNOVA』(PSP) 追加シナリオ
- ラブルートゼロ Kisskiss☆ラビリンス(PlayStation 2) シナリオ
- つよきす 2学期 Portable(PlayStation 2) シナリオ
- がーるず★パラダイス ～逆ハーレム編集部～(オンライン) シナリオ
- ストラガーデン NEO『モンスターげきじょう』(オンライン) シナリオ

2011年
- 戦場のヴァルキュリア3(PSP) プロット・シナリオ
- 世界でいちばんNGな恋　ふるはうす(PSP) 追加シナリオ
- 武装神姫 バトルマスターズ Mk.2(PSP) DLシナリオ
- キミカレ ～新学期～(PSP) シナリオ

2012年
- シャイニング・ブレイド(PSP) シナリオ
- Bullet Butlers -銃弾の彼方-(PSP) 追加シナリオ
- エルクローネのアトリエ ～Dear for Otomate～(PSP) 一部サブクエストシナリオ・限定版ドラマCD脚本
- 倭人異聞録～あさき、ゆめみし～(PC) シナリオ
- しろくまベルスターズ♪　ハッピーホリデーズ！(PSP) 追加シナリオ
- クロノベルト -Schwarz Oath-(PSP) 追加シナリオ
- てとてトライオン! TROPICAL(PSP) 追加シナリオ
- ファイ・ブレイン ～絆のパズル～(PSP) シナリオ監修
- 神々の悪戯(PSP) 一部キャラシナリオ
- 青春はじめました！(PSP) シナリオ
- キミ色に染まりたい　恋するオシャレアイドル(オンライン) 追加シナリオ
- アクリルパレット～彩りカフェ・Cheers ～(ニンテンドー3DS) シナリオ

2013年
- ドウセイカレシ Butterfly Lip(PC) シナリオ
- ドウセイカレシ Butterfly Gloss(PC) シナリオ
- シャイニング・アーク(PSP) シナリオ
- 恋花デイズ(PSP) シナリオ・限定版予約特典ドラマCD脚本
- Solomon's Ring　シリーズ(PSP) シナリオ
- 裏語　薄桜鬼(PSP) 一部シナリオ・ドラマCD脚本
- Starry☆Sky　Afterシリーズ　Portable(PSP) シナリオ
- エクステトラ(ニンテンドー3DS・PS Vita) シナリオ・プロット
- うたの☆プリンスさまっ♪MUSIC2(PSP) システムボイス＆メモリアルシナリオ
- NINETY-NINE NIGHTS ONLINE(オンライン) 一部テキスト
- BLAZBLUE　CHRONOPHANTASMA(PlayStation 3) シナリオ
- @SIMPLE DLシリーズ　THE 脱出ゲーム(ニンテンドー3DS) シナリオリライト

2014年
- 忍び、恋うつつ(PSP) 一部サブシナリオ
- ドウセイカレシ Butterfly Rouge(PC) シナリオ
- しらつゆの怪(PSP) 一部シナリオ
- うたの☆プリンスさまっ♪All Star(PSP) 一部メモリアルシステムテキスト
- 下天の華　夢灯り(PSP) シナリオ一部協力
- 金色のコルダ3 AnotherSky feat.至誠館(PSP) シナリオ一部協力
- あやかしごはん(PC) シナリオ
- Photograph Journey～恋する旅行～(PC) シナリオ
- ファンタシースター　ノヴァ(シナリオ)
- 声カレ～放課後キミに会いに行く～(PC) シナリオ
- ラブライブ！ School idol paradise(PS Vita) シナリオ
- シャイニング・レゾナンス(PlayStation 3) シナリオ
- 死神彼氏シリーズ　Re:BIRTHDAY SONG～恋を唄う死神～(PC) シナリオ
- DYNAMIC CHORD feat.[r ve parfait](PC) シナリオ
- 超ヒロイン戦記(PlayStation 3・PS Vita)

2015年
- うたのプリンスさまっ♪All Star After Secret(PSP) 一部キャラシナリオ
- 死神彼氏シリーズ　Un：BIRTHDAY SONG～愛を唄う死神～(PC) シナリオ
- DYNAMIC CHORD feat Liar-S(PC) シナリオ
- 絶対迎撃ウォーズ(PlayStation 3・PS Vita) シナリオ
- 魔界戦記ディスガイア5(PlayStation 4) 追加DLCシナリオ
- ファイナルファンタジーXIV: 蒼天のイシュガルド(PS4/PS3/Windows/Mac) 一部サブクエスト
- DYNAMIC CHORD feat.KYOHSO(PC) シナリオ
- 帝国海軍恋慕情～明治横須賀行進曲～(PS Vita) 一部シナリオ
- あやかしごはん～おおもりっ！～(PS Vita) シナリオ
- あやかしごはん〜おかわりっ！〜(PC) シナリオ
- 電撃文庫 FIGHTING CLIMAX IGNITION(PlayStation 4・PlayStation 3・PS Vita) シナリオ協力

2016年
- サモンナイト6 失われた境界たち(PlayStation 3・PS Vita) シナリオ
- デジモンワールド　-next 0rder-(PS Vita) シナリオ原案
- DYNAMIC CHORD feat.[reve parfait] Append Disc(PC) シナリオ
- DYNAMIC CHORD feat.Liar-S Append Disc(PC) シナリオ
- DYNAMIC CHORD feat.KYOHSO Append Disc(PC) シナリオ
- Blackish House sideA→(PC) シナリオ
- デモンゲイズ2(PS Vita) シナリオ
- DYNAMIC CHORD feat.reve parfait V Edition(PS Vita) シナリオ
- DYNAMIC CHORD feat.Liar-S V edition(PS Vita) シナリオ
- Re：BIRTHDAY SONG ～恋を唄う死神～ another record(PS Vita) シナリオ

2017年
- DYNAMIC CHORD feat.KYOHSO V edition(PS Vita) シナリオ
- Song Of Memories(PlayStation 4) シナリオ
- Blackish House ←sideZ(PC) シナリオ

## ゲームアプリ(モバイルコンテンツ含む)
- サイボーグ009
- 探偵。紗六啓太郎
- エイリアン秘宝街
- イル・ソーニョ ～夢の守人～
- 恋人はNo.1ホスト
- 携帯恋愛小説　デココレ文庫　第1～30弾
- トウシバ犬
- キャバ嬢♥秘密の恋
- 暴君ハバネロ主演　ザ・ムービー～暴言劇場～
- 僕は君と恋に落ちる
- BLEACH The 3rd Phantom
- ～ドキドキ姫気分～恋する生徒会室
- 雀ナビ　四人麻雀ONLINE
- ファランクスオンライン
- ばと☆ぷりオンライン
- Okimochi.jp　ギフトストーリー
- 隣人
- ユーレイのいる日々
- 探偵 神宮寺三郎 Series No.18 果断の一手
- 恋愛上等❤イケメン学園
- 蟲
- 携帯恋愛小説　デココレ文庫　第31～39弾
- ラブマジ
- 男子寮★ヒミツのアイドル
- 講談社ガールズ❤　『コスプレ★アニマル』
- 講談社ガールズ❤　『Get Backers』
- シュヴァリエ～月の姫と竜の騎士～
- 恋は❤大正ロマンチカ
- 恋哀日記
- 恋人は同居人
- コスプレ★アニマル♥カフェ恋
- 桜凛学園の恋愛事情
- いざ出陣！恋戦卍
- 剣と魔法と小説モノ。
- 週刊コナミ
- girls❤小説
- モンスタークロニクル2～謎のメカ帝国～
- ラブ彼 ～恋愛偏差値上昇中！～
- 花デコ❤小説
- デコデコ★小説　第1弾～
- デコデコ★小説　第16弾～
- 萌☆写
- デコデコ★アニメ
- ラスプレ～Last Precious～
- 恋してキャバ嬢
- 百合くらぶ
- ニューヨークの恋
- トキメキ革命❤パリの恋
- ナイトキング
- 恋セヨ！演劇男子
- ディアレスト～forget me not～
- 戦場のヴァルキュリア3
- みずいろの恋
- 恋セヨ！はつこい★男子
- がーるず★パラダイス ～逆ハーレム編集部～
- 戦国華咲く恋の陣
- 王子様★甘い楽園 追加シナリオ
- イケメン大奥★恋の園
- もえろ！探偵団
- ドキ×2★婚活パーティ 追加シナリオ
- 恋カフェ日記
- 恋忍者戦国絵巻 追加シナリオ
- こいたま
- ラストソングを君に
- たんていぶ for モバゲー
- PASSIONE－船上の約束－
- ワンダーフロンティア
- 最強ガール!! ジョシカク
- イケメン遊戯★華の宵
- 禁断★恋のオフィス
- 今の彼氏で大丈夫？！
- 姫君恋花絵巻　追加シナリオ
- ドキ×2★筋恋ワーカー 追加シナリオ
- イケメン恋のレシピ
- 恋と仕事と君のプロデュース
- 恋バナSS☆姫恋カンパニー
- LovePlan オトナの恋愛ストーリー
- 嫁コレ 一部キャラボイスシナリオ
- 妖しい夜★恋はモノノケ
- 背徳★拒めない夜
- 乙女転生グリモア伝
- シャイニング・ブレイド Flash小説
- 亡国戦姫ロストガールズ
- カレフォン
- ヴァンパイア教師
- 源氏物語～恋絵巻～
- 蒼穹ドラゴンギルド
- 激戦!三国演義～英雄合戦～
- Wizardry ～戦乱の魔塔～
- いつでもエマージェンシー！
- クロノ・トリニティ
- イケメン王宮◆真夜中のシンデレラ
- イケメン恋都◆大正浪漫～華やかなる一族～
- 聖剣オロチクロニクル
- あんさんぶるガールズ！
- 時空戦女オラクル
- ギルガメッシュサーガ
- 決戦！戦国VS三国志
- 濃紅ニ染マリテ
- 紅蓮のオーガ
- 新章イケメン大奥◆禁じられた恋
- 無限のストラーダ
- ラブマフィア～裏切り者に恋をして～
- 姫奪！ダンジョンズロード
- 恋忍者～愛と欲望の平安乱舞～
- 山の手男子
- 薄桜鬼 懐古録
- 恋するイケメン農園トミーファーム
- カホリノヒメ～和が紡ぐ愛～
- 独眼竜ラバーズ～戦国ドS恋愛～
- ミドガルド戦記
- イケメン夜曲◆ロミオと秘密のジュリエット
- シークレットガーディアン
- 戦律のRHaPSoDY
- 萌えたい（ぷ）
- Style journey -ご当地コレクション-
- チェインクロニクル～シャイニングブレイドコラボ～
- THE 脱出ゲーム ～危険な10の密室～
- 戦国乙女ウィジェット
- 神連鎖ジュエルヘヴン
- 新撰組アメイジング～火照る躰と恋炎～
- 戦国三国志〜覇王降臨〜
- 狩りともSP
- 漆黒のヴァルキリー
- 古の女神と宝石の射手
- ボーイフレンド（仮）
- 恋するペットとカレのヒミツ
- KstarsWonderland
- 82Hブロッサム
- ラブセン～V6とヒミツの恋～
- 黒王子と白姫～魅惑の甘い香り～
- イケメン幕末◆運命の恋 ～華の都と恋の乱～
- GUARDIAN SUMMONER
- 神界のヴァルキリー
- 学園デイズ 〜the Tale of UNiTE.〜
- マフィアモーレ☆
- チェインクロニクル ～刃牙道コラボ～
- 艶が～る
- CROSS SUMMONER
- セフィロト ～時の世界樹～
- Shall we date?: Lost Island 日本語追加シナリオ
- Shall we date?: Magic Sword 日本語追加シナリオ
- 妖しい夜恋はモノノケ 本編シナリオ
- 初恋の歌 シナリオ
- 三銃士ラヴァーズ～君への誓い シナリオ
- 神姫覚醒メルティメイデン シナリオ
- オルタンシア・サーガ -蒼の騎士団- シナリオ
- 戦場のヴァルキュリア3 小説
- スマ♡カレ
- ザクセスヘブン
- 戦の海賊（センノカイゾク）|　センノカ キャラシナリオ
- ミステリー・トラベラー　〜ウォレス家の遺産とキケンな恋〜 ローカライズ協力
- Destiny Ninja 2＋ 日本語シナリオ
- ワールド エンド エクリプス シナリオ
- 18　-キミト ツナガル パズル- シナリオ
- りっく☆じあ～す シナリオ
- DISSIDIA FINAL FANTASY OPERA OMNIA シナリオ
- ファンタジードライブ 一部シナリオ

## アニメ・ドラマCD
- おねがいマイメロディ
- 蒼穹のファフナー
- 超ぽじてぃぶ！ファイターズ
- ミッドナイトホラースクール
- かっぱまき
- サイボーグクロちゃん
- アーク・ザ・ラッド
- 超魔神英雄伝ワタル
- 快傑蒸気探偵団 TV ANIMATION SERIES
- 銀河鉄道物語-永遠への分岐点-
- 象棋王～CHESS MASTER～
- アラド戦記～スラップアップパーティー～
- こぴはん
- OVA ふたりエッチ
- ユーディーのアトリエ・あなたのために一曲
- クロウズヤードJ　トラブル・ジャンクション主題歌「STAR☆REMIND」
- デコブログ
- PERSONA-trinity soul- ライナーノーツ・設定協力
- 星座彼氏シリーズ Starry☆Sky
- 恋人は同居人
- VitaminZ×羊でおやすみ　シリーズ
- 「ふしぎ遊戯DS」　限定版　ドラマCD
- Starry☆Skyシリーズ　番外編ドラマCD
- 旋光の輪舞DUO　特典ドラマCD
- beatmania IIDX spin-off drama ROOTS26S[suite] ドラマCD
- 花咲ける青少年　ラジオCD
- ラブ彼 ～恋愛偏差値上昇中！～
- Starry☆Sky Film festival　シリーズ
- Starry☆Sky　Afterシリーズ
- NDS『そらのおとしもの フォルテ Dreamy Season』特典ドラマCD
- 虹色セプテッタ　連載雑誌付録ドラマCD
- AGC38 WebRadioStation
- シュヴァリエ ～月の姫と竜の騎士～
- ヘタリア×羊でおやすみシリーズ
- TENEBRAE シリーズ PSP用ゲームソフト初回特典ドラマCD
- 羊でおやすみシリーズ 3rdシーズン
- 添い寝羊CD　シリーズ
- ハトサプ　シリーズ
- イケメン大奥　ドラマCD
- 続・取愛兄弟 vol.2
- がーるず★パラダイス・逆ハーレムパーティー
- Starry☆Sky　graduation　シリーズ
- 密会-secret tryst-シリーズ
- humANdroid シリーズ
- 青春はじめました！ 『B'sLOG』付録　スペシャルドラマCD
- 東浦家の休日 シリーズ
- 星座旦那シリーズ　Starry☆Sky
- 週間添い寝CD　番外編　楓
- カレと一緒におふとんでイチャイチャごろごろするCD　シリーズ
- ラグナロクオンライン　10thアニバーサリードラマCD ～ニブルヘイム狂詩曲～
- アクターズハイ
- 宵夜森ノ姫 電撃Girl'sStyle』付録Premium♡乙女CD
- 先生イケないことってなんですか？
- 貴女の涙腺ほぐし隊っ!!!
- 『塩系男子～同居人 相良 響の場合～』
- 『年下の幼馴染み』
- 添い寝羊特別編・文哉
- 『ふあぁっ!おにいちゃん…それはやばいよぉ』
- ようこそ声優寮へ！
- もっとカレと一緒におふとんでイチャイチャごろごろするCD~ Evening ~
- もっとカレと一緒におふとんでイチャイチャごろごろするCD~ Evening ~
- もっとカレと一緒におふとんでイチャイチャごろごろするCD～ Midnight ～
- 君色ストーリアSeason2 ～恋するサッカー部～
- パンパカパンツ WおNEW！
- DYNAMIC CHORD love U kiss series vol.10 ～Knight～
- チアボーイ！ vol.4
- DYNAMIC CHORD Vacation Trip CD series Liar-S
- DYNAMIC CHORD Vacation Trip CD series KYOHSO
- SA7 -SILENT ABILITY SEVEN-
- DYNAMIC CHORD Vacation Trip CD series [rêve parfait]

## 小説・コミック
- 魔諜軍団 フライングサーカス始動す
- 魔諜軍団2 暗躍フライングサーカス
- TOKYOヴァンパイア・ナイト
- 蒼い空のネオスフィア とらぶるでいず
- 極上生徒会ショートストーリーズ～実習生様。
- クロウズヤード
- コナミノベルス「鋼鉄三国志～六駿夜曲～」
- ペルソナ3 フェス Novel＆Card Book BOX
- ペルソナ～トリニティ・ソウル～ ノベル①
- ペルソナ～トリニティ・ソウル～ ノベル②
- キス☆フレ
- うみねこのなく頃に EpisodeX ROKKENJIMA of Higurashi crying
- Starry☆Sky　SHORT NOVEL
- 裏切りは僕の名前を知っている
- スパイス刑事
- 今宵も彼女は月に謡う
- ダン←ダム　逆襲のフィア
- こぴはん -瓜野とりょーまの号外ですよっ！- シナリオ原案
- 鬼龍院カヤに血を吸われるだけの簡単なおしごと 設定補助
- ボーダーブレイク ネメシス・デイ プロット監修
- 『シグマニオン -超限の闘争-』シリーズ
- マンガ さよならドビュッシー 制作協力
- 並行置換師団～アンダー・カウンター・ヒステリックス～
- 吉原のエース
- ESC.ape 制作協力
- ボーダーブレイク ファントム・ゲイザー
- おまかせ！ しゅくだいハンター
- まほうデパート 本日かいてん！
- ゲームクリエイターが知るべき97のこと
- ロイヤルフラッシュヒーローズØ
- 新星源平戦記
- KING OF PRISM by PrettyRhythm(小説『月刊PASH!』連載)
- 初恋クロスオーバー

## 舞台・イベント・その他
- ジャンプランド
- デコブログ セリフ作成
- J Writers'H 　～Japanese Writers' House Anime @ Work : Anime scriptwriter Yamanobe Kazuki's Anime and Historical Drama Update(英語コラム)
- イー・ウーマンサーベイ　イー・ウーマン働く人の円卓会議
- ブシロードトレーディングカード セレクション Vol.08 ペルソナ ～トリニティ・ソウル～ トライアルエディション(テキスト)
- RATスペシャル公演　スーパー舞台　いかもの探偵-IKATAN-(脚本)
- ペルソナ～トリニティ・ソウル～　 ビジュアルブック(テキスト)
- ブシロードトレーディングカード セレクション Vol.09 ペルソナ ～トリニティ・ソウル～ トゥルーエディション(テキスト)
- コミックマーケット76　企業ブースNo.314「ラブMIX」
- 乙女ゲームシナリオ実践講座(イベント)
- 乙女ゲームシナリオ実践講座2(イベント)
- WEB動画『見えないサイン』
- WEB動画『父とピアノ』『届けられた思い』
- WEB動画『父のお笑い』
- WEB動画『誇り』
- WEB動画『一隅を照らす』
- WEB動画『花を愛するように』
- WEB動画『合理化』
- WEB動画『未来からの訪問者』
- CEDEC 2009 レギュラーセッション　「シナリオのクオリティ・コントロール」(講師)
- VitaminXtoZ いくぜっ！究極(ハイパー)★エクスプロージョン 前夜祭 VitaminXtoZ いくぜっ！究極(ハイパー)★エクスプロージョン(朗読劇脚本)
- AGC38(キャラクター設定)
- タンバリンマニア009　あとは勇気だけだ！(寸劇コーナー脚本)
- ダ・ヴィンチ　NEWS(レビュー)
- AGC38 WebRadioStation(ラジオ)
- WEBラジオ『戦場のラジキュリア』内　ラジオドラマ
- シャイニング ファン フェスタ 2014(朗読劇シナリオ)
- 舞台　スパイス刑事(脚本)
- Kitten Dance Planet vol.7 吉原のエース＆NIGHT　BELL〜フェアリーマーチanother story〜(『吉原のエース』脚本)
- 怪し会 ・漆（7）(脚本)
- 絵本作りワークショップ「夏休みの自由研究に絵本を作ろう」(2015/8/2開催)
- ヒューマンアカデミー講演：「アニメーション＆ゲームシナリオの基本」
- 絵本作りワークショップ「夏休みの自由研究に絵本を作ろう」(2015/8/8開催)
- MR.MR presents Secret Lover